# Checco Marsella
Francesco Marsella (Forlì, 22 dicembre 1944) è un cantante e tastierista italiano.

## Biografia
Figlio d'arte, il padre Umberto è un celebre violinista mentre la madre, Rosa Nisi, è una pianista e compositrice; è proprio la madre che gli dà le prime lezioni di pianoforte, e la prima canzone che impara a suonare è Papaveri e papere.
Forma il primo complesso nel 1961, The Blue Boys, con Augusto Guidi al sax e Marcello Rossi alla batteria; passa poi a Sergio and his Company (con Silver Soprani alla chitarra, Luciano Tassinari alla batteria, Ivano Nicolucci di Predappio al sax e Carlo Alberto Re di Faenza al basso e alla voce), ed entra poi nel 1963 nel gruppo di accompagnamento di Guidone, The Ghenga's Friend, in cui conosce Mino Di Martino ed Enrico Maria Papes.
I due musicisti e il fratello di Mino, Sergio Di Martino, formano con Paolo Vallone, sostituito poi dal palermitano Ignazio Garsia, i Giganti, in cui Marsella entra a metà del 1965.
Dopo il primo scioglimento del gruppo, alla fine del 1968, incide due 45 giri per la Miura, e partecipa come solista al Festival di Sanremo 1969 con Il sole è tramontato; nello stesso anno si sposa con la svedese Maggan Margaretha Danielson.
Con il fratello di Adriano, Alessandro Celentano, costituisce la Cip Cantanti, un'agenzia di produzione discografica con cui segue il complesso de i Baci e il cantante Andrea Capelli. Torna poi nel 1971 nuovamente nei Giganti, fino allo scioglimento del 1972.
Dopo un periodo di alcuni anni come session man, incide due 45 giri per la Ariston, e nel 1976 Marsella riforma i Giganti con Papes e con due nuovi componenti, William Fumanelli e Kambiz Kamboli, ma dopo due anni di attività dal vivo anche questa formazione si scioglie.
Entra poi per un breve periodo nei Bulldog, in sostituzione di Celso Valli, e nel 1979 nell'orchestra di Terzo Fariselli, per diventare l'anno successivo il tastierista di Franco Califano.
Dopo un periodo in cui si dedica al piano bar, nel 1997 ricostituisce nuovamente i Giganti con Enrico Maria Papes, col quale rimane in attività fino al 2005, anno in cui incide un album con Azzurra Music dal titolo "Quelle si eran canzoni". Nel 2001 aveva già inciso un album con la "Sonora Casadei" dal titolo Checco Marsella dei Giganti e Gli Amici della Notte. Quell'album conteneva la versione inglese di "Romagna mia" dal titolo "My Sweet Romagna".
Nel 2006 si ritira dal mondo della musica e si trasferisce in Abruzzo (Casalbordino) con la seconda moglie, Matilde Dalla Gassa, conosciuta nel 2001 e sposata nel 2013. Dopo 15 anni, agli inizi del 2021, riprende a comporre musica ed incide e produce insieme alla HGM Edizioni Musicali un nuovo album dal titolo "Una grande canzone", contenente dieci brani, di cui tre cover ("Vagabondo" di Nicola di Bari, "Tema" e "Una ragazza in due" dei Giganti) e sette inediti, tra cui "Una grande canzone" che dà il titolo all'album, uscito a gennaio del 2022.

## Discografia

### Da solista
Singoli
- 1964 – Una chitarra per la mia ragazza/Fortuna che... (La Ghenga, G 41100; inciso come Checco Marsella & The Ghenga's Friend)
- 1968 – Una donna da niente/Un bambino (Miura, PON NP 40089)
- 1969 – Il sole è tramontato/Stop (Miura, PON NP 40091)
- 1975 – Just a Friend/If I Ask for You (Ariston Records, AR 00677; inciso come C & M)
- 1976 – Mary Ann/Take It Easy My Son (Ariston Records, AR 00752; inciso come Checco & Maggie's Magazine)

Album
- 2001 - Checco Marsella dei Giganti e Gli Amici della Notte (Sonora Casadei; inciso come "Checco Marsella dei Giganti"
- 2005 - Quelle sì eran canzoni (Azzurra Music); inciso come "Checco dei Giganti"
- 2022 - Una grande canzone (HGM Edizioni Musicali; inciso come " Checco Marsella de I Giganti"

### Con I Giganti
- 1966 – I Giganti (Ri-Fi, RFM LP 14801)
- 1969 – Mille idee dei Giganti (Ri-Fi, RFM LP 14034)
- 1971 – Terra in bocca (Ri-Fi, RDZ-ST-14207)
- 2001 – Proposta (Azzurra Music, TBP 1546)
- 2006 – Mettete dei fiori nei vostri cannoni (Azzurra Music, TBP 11355)